# Сене-Пурнас
Сене-Пурнас (баш. ҫене Пурнаҫ, чув. Çĕнĕ Пурнăç — Новая Жизнь) — деревня в Бижбулякском районе Республики Башкортостан Российской Федерации. Входит в состав Михайловского сельсовета. 
С 2005 современный статус.

## История
Статус деревня, сельского населённого пункта, посёлок получил согласно Закону Республики Башкортостан от 20 июля 2005 года N 211-з «О внесении изменений в административно-территориальное устройство Республики Башкортостан в связи с образованием, объединением, упразднением и изменением статуса населенных пунктов, переносом административных центров», ст.1:

6. Изменить статус следующих населенных пунктов, установив тип поселения - деревня:
 
5)  в Бижбулякском районе:…

я3) поселка Сене-Пурнас Михайловского сельсовета

## География

### Географическое положение
Расстояние до:
- районного центра (Бижбуляк): 18 км,
- центра сельсовета (Михайловка): 7 км,
- ближайшей ж/д станции (Приютово): 19 км.

## Население
| 2002 | 2009 | 2010 |
| ---- | ---- | ---- |
| 37   | ↘21  | ↘15  |

Национальный состав
Согласно переписи 2002 года, преобладающая национальность — чуваши (78 %).